# ادیب سبحانی
ادیب سبحانی (زادۀ ۱۳۶۵ در سنندج) مدیر فیلمبرداری سینما و تلویزیون اهل ایران است. وی از اعضای انجمن فیلم‌برداران سینمای ایران است و تاکنون در تولید فیلم‌های بلند، مستند و کوتاه بسیاری مشارکت داشته‌است. آثار او در جشنواره‌های معتبر بین‌المللی از جمله کن، ونیز، برلین، لوکارنو و کارلووی‌واری به نمایش درآمده‌اند.

## زندگی و تحصیلات
ادیب سبحانی در سال ۱۳۶۵ در شهر سنندج زاده شد. وی دیپلم نقاشی دارد و دورهٔ فیلم‌سازی را در انجمن سینمای جوانان ایران گذرانده‌است. فعالیت حرفه‌ای خود را با فیلم‌های کوتاه آغاز کرد و پس از مدتی به عنوان دستیار فیلم‌بردار با فیلم‌برداران شناخته‌شده‌ای چون محمود کلاری و حسین جعفریان همکاری کرد. او طی چندین سال، به‌عنوان دستیار دوربین و سرپرست نور در بیش از ۳۰ فیلم بلند فعالیت داشته‌است؛ از جمله فیلم «فروشنده» به کارگردانی اصغر فرهادی.

## فعالیت حرفه‌ای
نخستین تجربه‌ی او به‌عنوان مدیر فیلم‌برداری در فیلم بلند «امیر» (۱۳۹۶) به کارگردانی نیما اقلیما بود که به‌سبب ترکیب‌بندی و سبک بصری‌اش مورد توجه قرار گرفت. از آن زمان، او در فیلم‌برداری ۹ فیلم بلند داستانی، یک مستند بلند، و بیش از ۲۰ فیلم کوتاه مشارکت داشته‌است.
وی برای فیلم شب، داخلی، دیوار (۱۴۰۱) در سی‌و‌یکمین دورهٔ جشنوارهٔ EnergaCAMERIMAGE شرکت کرد و برای همین فیلم جایزهٔ بهترین فیلم‌برداری را در جشنوارهٔ بین‌المللی سایروس (تورنتو، ۲۰۲۳) کسب کرد. همچنین در چهل‌و‌پنجمین دورهٔ جشنوارهٔ فیلم‌برداران ماناکی (MANAKI BROTHERS) نامزد دریافت جایزه بود.

## جوایز و افتخارات

### جوایز
- نامزد بهترین فیلم‌برداری برای فیلم «پیرپسر» – جوایز آسیایی فیلم ۲۰۲۵[۳]
- بهترین فیلم‌برداری برای فیلم «دو زندگی سپیده» – جشنواره بین‌المللی فیلم هالیوود شمالی ۲۰۲۴[۳]
- بهترین فیلم‌برداری برای فیلم شب، داخلی، دیوار – جشنواره بین‌المللی سایروس ۲۰۲۳[۳]

### نامزدی‌ها
- جشنواره بین‌المللی فیلم‌برداران ماناکی برای فیلم «گوسفند» (۲۰۲۴)[۴]
- جوایز ISFA برای فیلم «سرریز» (۲۰۲۴)[۵]
- جایزه نَهال برای فیلم «دو زندگی سپیده» (۲۰۲۴)[۶]
- جشنواره بین‌المللی فیلم کوتاه تهران برای فیلم «شیهه» (۲۰۲۲)[۷]
- جایزه حافظ برای فیلم «لتیان» (۲۰۲۱)[۸]

## فیلم‌شناسی

### فیلم‌های بلند (مدیر فیلم‌برداری)
- زن و بچه (۱۴۰۳) - سعید روستایی
- سینما جزیره (۲۰۲۴) - گوزده کورال
- آیه‌های زمینی (۱۴۰۲) - علی اصغری و علیرضا خاتمی (نمایش در بخش "نوعی نگاه" جشنواره کن)
- پیرپسر (۱۴۰۰) - اکتای براهنی (جایزه بزرگ صفحه‌نمایش، روتردام ۲۰۲۴)
- شب، داخلی، دیوار (۱۴۰۱) - وحید جلیلوند (نامزد شیر طلایی جشنواره ونیز ۲۰۲۲)
- آزمون (۲۰۲۱) - شوکت امین کورکی (برنده جایزه منتقدان فیپرشی، جشنواره کارلووی‌واری)
- لتیان (۱۳۹۷) - علی تیموری
- امیر (۱۳۹۶) - نیما اقلیما (نامزد جشنواره کارلووی‌واری)

### فیلمبردار
- مغزهای کوچک زنگ‌زده (۱۳۹۶) - هومن سیدی
- اتاق تاریک (۱۳۹۶) - روح‌الله حجازی
- آذر (۱۳۹۵) - محمد حمزه‌ای
- طلا (۱۳۹۷) - پرویز شهبازی
- قورباغه (۱۳۹۷) هومن سیدی
- بدون تاریخ، بدون امضا (۱۳۹۷) - وحید جلیلوند

### فیلم‌های بلند (دستیار فیلم‌بردار)
- ویلایی‌ها (۱۳۹۵) - منیر قیدی
- دو (۱۳۹۳) - سهیلا گلستانی
- آسمان زرد کم‌عمق (۱۳۹۱) - بهرام توکلی
- هيچ‌كجا هيچ‌كس (۱۳۹۱) - ابراهیم شیبانی
- شیار ۱۴۳ (۱۳۹۱) - نرگس آبیار
- وقتی همه خوابيم (۱۳۸۷) - بهرام بیضایی
- صد سال به اين سال‌ها (۱۳۸۶) - سامان مقدم[۹][۱۰]

### فیلم مستند
- از تشک (۲۰۲۴) – محمدعلی گرجستانی

### فیلم‌های کوتاه منتخب
- گوسفند (۲۰۲۴) – هادی بابایی‌فر (جشنواره برلین)
- دو زندگی سپیده (۲۰۲۳) – سها نیاستی
- شیهه (۲۰۲۲) – پویا سعیدی (نامزد فیلم‌برداری در جشنواره بین‌المللی فیلم تهران)
- سرریز، دوست، پرندگان آن‌سوی دریاچه، شخصی، مردود، و آثار دیگر

### دستیار فیلمبردار
- در وجه حامل (۱۳۹۶) - بهمن کامیار
- تردید (۱۳۸۷) - واروژ کریم‌مسیحی
- نیلوفر (۱۳۸۷) - سابین ژمایل

## سایر فعالیت‌ها
ادیب سبحانی همچنین سابقه فعالیت به عنوان فیلم‌بردار دوم (Camera Operator) و سرپرست نور (Gaffer) در پروژه‌هایd همچون «فروشنده» (اصغر فرهادی) را دارد.

## نقدها
در نقد فیلم «آزمون» در مجلهٔ Variety، سبک نورپردازی نوآرگونه و لانگ‌شات‌های او مورد تحسین قرار گرفت. در بررسی RSIFF نیز از القای حس تنش و عدم قطعیت توسط دوربین او یاد شده‌است. درباره فیلم «پشت دیوار» نیز، جسیکا کیانگ، سبک دوربین دستی و تاثیر بصری تلخ و تکان‌دهنده او را ستوده‌است.